# Erik Lindén (Segler)
Erik Arvid Lindén (* 28. Juli 1880 in Lindesberg; † 16. September 1952 in Stockholm) war ein schwedischer Segler.

## Karriere
Lindén nahm 1912 an den Olympischen Spielen in Stockholm teil. Hier erreichte er in der 10mR-Klasse mit seiner Mannschaft auf der Segelyacht Marga den vierten Rang.

Größenverhältnis Olympiaklassen 6mR, 8mR, 10mR, 12mR (1912)